# گشایش انگلیسی
شروع انگلیسی (به انگلیسی: English Opening) یکی از گشایش‌های بازی شطرنج است که با حرکت c4 سفید آغاز می‌شود. حرکت c4 چهارمین حرکت معمول سفید برای حرکت نخست بازی است و ممکن است با پاسخ سیاه به گشایش‌های دیگری از جمله دفاع سیسیلی (معروف به سیسیلی معکوس)، دفاع هندی شاه، گامبی وزیر نپذیرفته، دفاع اسلاو و دفاع کاروکان بینجامد.
نام این شروع بازی از هوارد استانتون شطرنج باز بزرگ انگلیسی سده ۱۹ گرفته شده است. شروع انگلیسی در قرن بیستم توسط بتوینیک، کارپف و کاسپارف در بازی‌های قهرمانی جهان و همچنین بابی فیشر در مسابقه سال ۱۹۷۲ با بوریس اسپاسکی استفاده شده‌است. ویکتور کورچنوی و یاسر سیروان از دیگر شطرنج‌بازان مطرحی هستند که از این گشایش، بارها بهره برده‌اند . این گشایش نیز همانند سیسیلی شاخه های متنوعی دارد که می توان به سیسیلی معکوس ، واریانت چهار اسب و شاخه متقارن اسب در f6 اشاره کرد . نتیجه ی این تنوع شاخه ها وجود شاخه هایی با تئوری متوسط تا تئوری زیاد است . برای مثال شاخه متقارن اسب در f6 بسیار تئوری محور است اما شاخه ی چهار اسب را نمی توان تئوریک نامید . وجود شاخه های زیاد باعث شده است انگلیسی گشایشی مناسب برای پرورش خلاقیت باشد . 
گشایش انگلیسی معمولاً در سطح بازیکنان آماتور بسیار کارآمد است، چرا که بیشتر بازیکنان وقت خود را صرف کار کردن با سیستم‌های گشایشی علیه d4 و e4 می‌کنند و تجربه چندانی برای بازی در این گشایش ندارند.